# Красковский, Вольтер Макарович
Вольтер Макарович Красковский (24 марта 1931 года, станица Ахтырская Абинского района Краснодарского края — 21 августа 2008 года, Москва) — советский военачальник, генерал-полковник авиации (1989).

## Биография
Родился в крестьянской семье. Русский. Окончил среднюю школу в 1947 году. После её окончания был направлен, а в 1950 году окончил Краснодарскую спецшколу ВВС.
В Вооружённых Силах с августа 1950 года. Окончил Армавирское военное авиационное училище лётчиков в 1953 году. С 1953 года служил в учебном авиационном полку 1-й учебной смешанной авиационной дивизии при Военно-воздушной академии (Монино), лётчик-инструктор. В совершенстве освоил реактивный истребитель МиГ-15 и переучивал на него лётчиков истребительной авиации (среди его учеников — Герои Советского Союза А. И. Труд, С. П. Комаров и другие). С 1956 года — старший лётчик 306-го авиационного полка особого назначения, в том же году направлен на учёбу.
В 1959 году окончил Военно-воздушную академию. В августе 1959 года направлен для прохождения службы в 111-й истребительный авиационный полк (пос. Великая Круча под Пирятином), но в должность не вступил, в октябре 1959 года назначен командиром звена в 113-й гвардейский истребительный авиационный полк (Кременчуг, затем полк переведён в Умань). С мая 1961 года — старший помощник начальника оперативного отделения штаба дивизии ПВО (Васильков). С августа 1961 года — командир звена в 266-м истребительном авиационном полку ПВО (Овруч). В это время был зачислен кандидатом в космонавты, но не прошёл повторную углубленную медицинскую комиссию. С ноября 1962 года — заместитель начальника штаба 179-го истребительного авиаполка в 28-м корпусе ПВО. С октября 1965 года — начальник штаба 90-го истребительного авиационного полка 21-й дивизии ПВО (Червоноглинское). С мая 1968 года — начальник оперативного отделения 21-й дивизии ПВО (Одесса), а с января 1970 по 1972 годы — начальник штаба этой дивизии.
В 1974 году окончил Военную академию Генерального штаба Вооружённых Сил СССР имени К. Е. Ворошилова. С июня 1974 года — начальник штаба 16-го корпуса ПВО (Горький). С февраля 1976 года — начальник штаба 8-й отдельной армии ПВО (Киев), успешно работал под руководством командующего армией дважды Героя Советского Союза В. Д. Лавриненкова, который ещё по предыдущей службе обратил внимание на способного офицера, добился его перевода с повышением в штаб армии и оказал большое влияние на становление В. М. Красковского как крупного военачальника.
С июля 1978 года — начальник штаба Бакинского округа ПВО. С июля 1980 года — первый заместитель начальника Главного штаба Войск ПВО страны. С 12 июля 1986 года — командующий войсками противоракетной и противокосмической обороны Войск ПВО страны, одновременно с 28 августа 1987 года — член Военного Совета Войск ПВО страны. С октября 1991 года — в отставке.
Внёс большой вклад в развитие войск ракетно-космической обороны, в сохранение их боеспособности. Автор ряда публикаций о путях развития и совершенствования войск РКО. Автор воспоминаний «На службе неповторимой Отчизне».
Член ВЛКСМ с 1946 года. Член КПСС в 1955—1991 годах. Депутат Киевского городского совета народных депутатов (1977—1981).
Похоронен на Троекуровском кладбище.

## Награды
- Орден Почёта
- Орден Красной Звезды (1982)
- ордена «За службу Родине в Вооружённых Силах СССР» 2-й (1988) и 3-й степеней
- Юбилейная медаль «Двадцать лет Победы в Великой Отечественной войне 1941—1945 гг.»
- Медаль «За воинскую доблесть. В ознаменование 100-летия со дня рождения Владимира Ильича Ленина»
- Юбилейная медаль «40 лет Вооружённых Сил СССР»
- Юбилейная медаль «50 лет Вооружённых Сил СССР»
- Юбилейная медаль «60 лет Вооружённых Сил СССР»
- Юбилейная медаль «70 лет Вооружённых Сил СССР»
- Медаль «За укрепление боевого содружества»
- Медаль «Ветеран Вооружённых Сил СССР»
- Медаль «За безупречную службу» 1, 2, 3-й степеней
- Почётный гражданин Абинского района Краснодарского края (7.06.2006)

## Воинские звания
- Лейтенант (1953)
- Старший лейтенант (1955)
- Капитан (1960)
- Майор
- Подполковник
- Полковник (19.04.1973)
- Генерал-майор авиации (16.02.1976)
- Генерал-лейтенант авиации (15.11.1980)
- Генерал-полковник авиации (6.05.1989)

## Мемуары
- Красковский В. М. На службе неповторимой Отчизне: воспоминания — СПб.: ВКА им. А. Ф. Можайского, 2007. — 461 с. — ISBN 978-5-87049-568-2